# Cymothoe azumai
Cymothoe azumai är en fjärilsart som beskrevs av Robert H. Carcasson 1964. Cymothoe azumai ingår i släktet Cymothoe och familjen praktfjärilar. Inga underarter finns listade i Catalogue of Life.